# Sport & Territorio Patti 2010-2011
La stagione 2010-2011 dello Sport & Territorio Patti è stata la prima disputata in Serie A Dilettanti, tre stagioni dopo l'ultima partecipazione della Pallacanestro Patti.

## Stagione
Sponsorizzata dall'Ascom, la società messinese si è classificata al dodicesimo posto della Serie A Dil. ed è retrocessa direttamente in B Dil..

## Rosa
| Giocatori |
| --------- |

| N° | Naz.              | Ruolo | Sportivo          | Anno | Alt. |  |
| -- | ----------------- | ----- | ----------------- | ---- | ---- |  |
| 4  | Italia (bandiera) | A     | Ivan Riva         | 1983 | 201  |  |
| 5  | Italia (bandiera) | P     | Tindaro Gullo     | 1986 | 186  |  |
| 6  | Italia (bandiera) | P     | Andrea Gullo      | 1990 | 180  |  |
| 7  | Italia (bandiera) | PG    | Filippo Mori      | 1986 | 190  |  |
| 9  | Italia (bandiera) | G     | Giorgio Busco     | 1995 | 187  |  |
| 10 | Italia (bandiera) | GA    | Augustin Fabi     | 1991 | 199  |  |
| 11 | Italia (bandiera) | G     | Marco Busco       | 1988 | 188  |  |
| 12 | Italia (bandiera) | AP    | Luca Bolletta     | 1992 | 198  |  |
| 14 | Italia (bandiera) | C     | Carlo Contaldo    | 1975 | 205  |  |
| 15 | Italia (bandiera) | PG    | Yassin Derraa     | 1989 | 191  |  |
| 18 | Italia (bandiera) | AG    | Giacomo Sereni    | 1984 | 198  |  |
| 20 | Italia (bandiera) | C     | Andrea Ancellotti | 1988 | 212  |  |

| Staff tecnico                                              |
| ---------------------------------------------------------- |
| Allenatore: Giuseppe Sidoti                                |
| Vice allenatore: Massimiliano Fiasconaro e Antonio Cutugno |
| Medico sociale: Enzo Russo e Gaetano Crisà                 |
| Preparatore atletico e massaggiatore: Francesco Pichilli   |
| Massofisioterapista: Calogero Addamo                       |

| Giocatori acquisiti a stagione in corso |
| --------------------------------------- |

| N° | Naz.              | Ruolo | Sportivo              | Anno | Alt. |  |
| -- | ----------------- | ----- | --------------------- | ---- | ---- |  |
|    | Italia (bandiera) | AG    | Davide Naso (da dic.) | 1984 | 201  |  |

| Giocatori ceduti a stagione in corso |
| ------------------------------------ |

| N° | Naz. | Ruolo | Sportivo | Anno | Alt. |  |
| -- | ---- | ----- | -------- | ---- | ---- |  |

Dettagli giocatori su LegaPallacanestro.it 

## Dirigenza
- Presidente: Ignazio Natoli
- Segretario, addetto statistiche e video: Vito Novello
- General manager, dirigente responsabile e team manager: Angelo Busco
- Direttore sportivo: Giuseppe Tueo
- Dirigente accompagnatore: Natalino Di Dio Masa
- Addetto stampa: Giuseppe Moroso
- Addetto statistiche: Tindaro Pantaleo